# Abd-Al·lah ibn Jahx
Abd-Al·lah ibn Jahx (àrab: عبد الله بن جحش, ʿAbd Allāh ibn Jaḥx) (la Meca, s. VI) fou un company del profeta Muhàmmad.
Pertanyia al Banu Àssad-Banu Khudhayma, aliats (halif) dels Banu Umayya de Quraix. La seva mare era Umayma bint Abd-al-Múttalib, tia de Mahoma. Fou un dels primers creients de l'islam juntament amb els seus germans Ubayd-Al·lah i Abu-Àhmad. Juntament amb els seus germans i la seva germana Zàynab, va emigrar a Abissínia; allà Ubayd-Al·lah es va convertir al cristianisme i s'hi va quedar, mentre els altres tres van tornar posteriorment a la Meca.
Va participar en l'hègira de la Meca a Medina i des d'allà va dirigir la ràtzia de Nakhla, on per primera vegada es va vessar la sang de gent de la Meca. També va prendre part en la campanya de Badr i en la batalla de l'Úhud, on va morir.